# Dave Chappelle
David Khari Webber Chappelle (IPA: ʃəˈpɛl, Washington DC, 1973. augusztus 24. –) ötszörös Primetime Emmy-díjas és többszörös Grammy-díjas amerikai humorista, színész, író és producer. Főleg a Chappelle’s Show című szatirikus szkeccsműsoráról ismert. A harmadik évad közepén kilépett a műsorból, és újból stand-up comedy előadásokat tartott az Egyesült Államokban. 2006-ban az Esquire magazin "Amerika komikus zsenijének" nevezte. 2013-ban a Billboard magazin egyik írója pedig a "legjobbnak" nevezte. 2017-ben a kilencedik helyet szerezte meg a Rolling Stone "Minden idők 50 legjobb stand-up humoristája" listáján.

## Élete
Apja, William David Chappelle III professzor volt az ohiói Yellow Springs-ben. Anyja, Yvonne Seon Patrice Lumumba kongói miniszterelnöknek dolgozott.
A Maryland állambeli Silver Spring-ben nőtt fel, és a Woodlin Általános Iskola tanulója volt. 1991-ben érettségizett a Duke Ellington School of the Arts iskolában.
Először az America's Funniest People első epizódjában tűnt fel 1990-ben, vicceket mesélő emberek összeállításában. Ezt követően New Yorkba költözött, hogy humorista karriert folytasson. Fellépett a harlemi Apollo Theater-ben az "Amatőr Művészek Éjszakáján", de nem aratott osztatlan sikert. Chappelle ezt úgy írta le, mint az a pillanat, amely bátorságot adott neki ahhoz, hogy folytassa karrierjét. Ezt követően gyorsan terjedt a neve New Yorkban, többször is fellépett, még a város parkjaiban is. 1994 nyarán a Boston Comedy Clubban is fellépett. 1992-ben feltűnt a Def Comedy Jam című műsorban, ez jelentette az áttörést a karrierjében. Innentől kezdve több késő esti show-műsorban is feltűnt, például a Politically Incorrect-ben, a The Late Show with David Letterman-ben, a The Howard Stern Show-ban és a Late Night with Conan O'Brien-ben. Whoopi Goldberg "A Kölyök"-nek becézte. 19 éves korában kapta meg első filmszerepét Mel Brooks egyik filmjében. 2000-ben együtt játszott Norm MacDonalddal és Danny DeVitóval a Kutyaütők című vígjátékban.
2001-ben vette feleségül Elaine Mendoza Erfét. Két fiuk van, Sulayman és Ibrahim, illetve egy lányuk, Sanaa. Egy Yellow Springs-közeli farmon élnek.
1991-ben iszlám vallásra tért át.
A 2020-as amerikai elnökválasztáson Andrew Yang-et támogatta.
Hatásainak Richard Pryor-t, Eddie Murphy-t, Chris Rock-ot, Paul Mooneyt és Mel Blanc-et tette meg.

## További információ
- Dave Chappelle a PORT.hu-n (magyarul)
- Dave Chappelle az Internetes Szinkronadatbázisban (magyarul)
- Dave Chappelle az Internet Movie Database-ben (angolul)
- Dave Chappelle a Rotten Tomatoeson (angolul)